# Новий Світ (Генічеський район)
Но́вий Світ — колишнє село в Україні, у Генічеській міській громаді Генічеського району Херсонської області. Населення становило 28 осіб (2001 р.).

## Історія
Під час організованого радянською владою Голодомору 1932—1933 років померло щонайменше 3 жителі села.
12 червня 2020 року, відповідно до Розпорядження Кабінету Міністрів України № 726-р «Про визначення адміністративних центрів та затвердження територій територіальних громад Херсонської області», увійшло до складу Генічеської міської громади.
17 липня 2020 року, в результаті адміністративно-територіальної реформи та ліквідації  колишнього Генічеського району увійшло до складу новоутвореного Генічеського району.
16 жовтня 2020 року, виключено з облікових даних рішенням XXXVII сесії Херсонської обласної ради VII скликання (рішення №1853).

### Російське вторгнення в Україну (2022)
24 лютого 2022 року село тимчасово окуповане російськими військами під час російсько-української війни.
28 червня 2023 року Агентами Партизанського руху "АТЕШ" були виявлені російські блокпости з надписами "Воронеж" та "Шебекино" російською мовою поблизу села.

## Населення
Згідно з переписом УРСР 1989 року чисельність наявного населення села становила 45 осіб, з яких 19 чоловіків та 26 жінок.
За переписом населення України 2001 року в селі мешкало 28 осіб.

### Мова
Розподіл населення за рідною мовою за даними перепису 2001 року:
| Мова       | Відсоток |
| ---------- | -------- |
| українська | 78,57 %  |
| російська  | 21,43 %  |